# بوميتانيد
بوميتانيد (بالإنجليزية: Bumetanide)‏ هو مدر بول عروي يمنعْ إعادة امتصاصِ الصوديومِ والكلوريدِ في طرفِ صُعُود حلقةِ هنلي بالكلية والأنبوبة الكلوية البعيدة. يقوم هذا الموقعِ باحتفاظَ تقريباً 20 % من رشّحَ الصوديوم، لذا فهي مدرّاتَ بول فعّالةَ. بوميتانيد يتفاعل مع نظام نقل الكلوريد ويسبب زيادة إفراز الماء، الكلور، الصوديوم، المغنيسيوم والكالسيوم. ولم يظهر له تأثير على الأنابيب الملتوية البعيدة.

## الإستعمالات
- علاج تجمع السوائل (الوذمة) المرتبطة بقصور القلب الاحتقاني، أمراض الكبد، أو الكلى.
- يستخدم هذا الدواء وحده أو مع غيره من الأدوية لعلاج ارتفاع ضغط الدم.
- يستخدم في حالات الحساسية للفورسيمايد.

## موانع الاستعمال
- فرط الحساسية لبوميتانيد أو أي من مكوناته، أو الحساسية لسلفونيل يوريا.
- انقطاع البول.
- المرضى الذين يعانون من انخفاض حاد في مستوى الصوديوم أو اختلال الكهارل والمرضى الذين يعانون من غيبوبة كبدية حتى تتحسن الحالة.
- أي زيادة ملحوظة في النيتروجين اليوريا في الدم أو الكرياتينين، أو تطوير قلة البول أثناء علاج
- المرضى الذين يعانون من مرض كلوي التدريجي، مؤشرا لوقف استخدام بوميتانيد.
- الحمل.
- غير مرخص استخدامه للأطفال أقل من 18 سنة.

## الاحتياطات
تحذير
قد يسبب الاستخدام المزمن لمدرات البول إلى إدرار البول بكميات كبيرة واستنفاذ الكهارل. الإشراف الطبي الدقيق مع تعديل الجرعة المطلوبة والجدول الزمني مطلوب للمريض.

## المراقبة
- تأكد من مستوى الكرياتين الأساس، نتروجين يوريا الدم، والكالسيوم، وحمض اليوريك، وتعداد الدم الكامل قبل البدء بالعلاج ومراقبتها طوال العلاج. مراقبة سمية الأذن وخاصة في المرضى الذين يتناولون هذا الدواء بالحقن أو يتناولون أدوية أخرى تسبب سمية الأذن. وتوعية المريض بإبلاغ الطبيب عن حالات الطنين، ضعف السمع، أو الامتلاء في الأذنين.
- الأطفال.
- سلامة وفعالية الاستخدام في الأطفال تحت سن 18 سنة من العمر لم تثبت.

### وظيفة الكلى
في القصور الكلوي المزمن الشديد، المرضى قد يستفيدون من التسريب المستمر (12 ملغ على مدى 12 ساعة)، بدلا من العلاج بلعة (مرة واحدة) على فترات متقطعة. يجب مراقبة وظائف الكلى، والتوقف عن الدواء في حالة انخفاض وظيفة الكلى بشكل أكثر.

### الجفاف
إدرار البول قد يسبب الجفاف المفرط ونقص حجم الدم مع انهيار الدورة الدموية وتخثر الأوعية الدموية قد يحدث، والانسداد، وخصوصا في المرضى المسنين.
التغييرات المفاجئة للتوازن الكهارل قد يؤدي الاعتلال الدماغي الكبدي والغيبوبة.

### الحمل
يستعمل ولكن عندما تكون حاجة الأم تفوق الضرر على الجنين ويفضل عدم استخدامه.

### الرضاعة
غير معروف إذا كان يفرز مع حليب الرضاعة أو لا، لذلك يستحسن وقف الرضاعة عند استخدامه.

## الأعراض الجانبية
أكثر التأثيراتِ المضادّةِ متعلقة بالجرعةِ.
الأعراض الشائعة:
- نقص في معظم العناصر مثل صوديوم، مغنيسيوم، بوتاسيوم.
- جفاف.
- نقرس.
- دوخة.
- انخفاض ضغط الدم.
- جفاف الفم والعطش، والغثيان والقيء.
- الشعور بالضعف.
- نعاس.
- قلق.
- خفة في الرأس.
- تسريع أو تفاوت ضربات القلب.
- آلام في العضلات أو ضعف.
- الأعراض النادرة: زيادة الدهون، زيادَة تركيزَ الكرياتينينِ، طفح، طنين، دوار، طرش (خصوصا بجرعة حقن سريعة)، التهاب بنكرياس حادّ، يرقان، فقر دم، التهاب كلوي فراغي، التهاب جلد تقشّري، إحمرار متعدّد الأشكال.

## التداخلات الدوائية
- تحفيز بوميتانيد لنقص بوتاسيوم الدم قد يسبب سمية الديجوكسين ويزيد خطر عدم انتظام ضربات القلب ومع الأدوية التي تنظم ضربات القلب مثل سيسبرايد، المضادات الحيوية كواينيلون (سبارافلوكساسين، جاتيفلوكساسين، موكسيفلوكساسين).
- التأثير الخافض لضغط الدم أو سمية الكلى قد تزداد عند استخدام مثبطات محولات الإنزيم أنجيوتينسين ومضادات الإلتهاب غير الستيرودية مع بوميتانيد.
- الأدوية التي تسبب سمية الأذن (مثل المضادات الحيوية أمينوغليكوزيد، سيسبلاتين)
- ولا سيما في وجود اختلال وظائف الكلى، يجب تجنب استخدام بوميتانيد حقنا للمرضى الذين يستخدمون أيضاً المضادات الحيوية أمينوغليكوزيد وخاصة عند اعتلال وظيفة الكلى، إلا في ظروف تهدد الحياة.
- ليثيوم:

عموما لا يجب أن يعطى مع مدرات البول (مثل (بوميتانيد)) لأنها تقلل من إزالة الكلى وإضافة مخاطر عالية من سمية ليثيوم.
- بالبروبنيسيد

تناول بالبروبنيسيد يقلل من إفراز الصوديوم في البول وزيادة رينين الدم التي تنتجها بوميتانيد. وبالتالي، لا ينبغي أن اعطاء بالبروبنيسيد بالتزامن مع بوميتانيد.
- اندوميثاسين (مضادات الالتهاب غير ستيرودية):

اندوميثاسين يضعف الزيادات في حجم البول وإفراز الصوديوم ويحول دون زيادة نشاط رينين البلازما الذي يسببه بوميتانيد يقلل من تأثير بوميتانيد الخافض لضغط الدم.
- الأدوية خافضات ضغط الدم:

بوميتانيد قد يحفيز تأثير الأدوية الخافضة للضغط، مما يستوجب تخفيض جرعة من هذه الأدوية.
- كوليسترامين، كوليستيبول:

قد تقلل من التوافر الحيوي لبوميتانيد ويقلل من تأثيره.

## أشكال الدواء
- محلول للحقن : 0.25 مغ/مل
- أقراص : 0.5 مغ، 1 مغ، 2 مغ

## الصيغة الكيميائية الجزيئية
C17H20N2O5S

## الكتلة الجزيئية النسبية(غم /مول)
364.417غرام/مول

## التخزين
يحفظ في درجة حرارة الغرفة بعيدا عن الضوء والرطوبة. لا يحفظ في الحمام. يحفظ بعيدا عن متناول الأطفال